# Flora Malesiana : Series I : Spermatophyta
Flora Malesiana : Series I : Spermatophyta (abreviado Fl. Males., Ser. 1, Spermat.) es un libro con ilustraciones y descripciones botánicas que fue escrito por el  botánico holandés Cornelis Gijsbert Gerrit Jan van Steenis y publicado en Yakarta en 12 volúmenes en los años 1948-1996, con el nombre de Flora Malesiana. Series 1. Spermatophyta. Being an Illustrated Systematic Account of the Malaysian Flora.